# سد وادی لبده
سد وادی لبده (به عربی: سد وادی لبدة) یک سد خاکی در لیبی است که در الخمس، لیبی واقع شده‌است.